# Mikael Boström
Mikael Bengt Erik Boström (* 3. Oktober 1970 in Siuntio) ist ein ehemaliger finnischer Orientierungsläufer. 
Boström nahm 1990 an den ersten Junioren-Weltmeisterschaften im Orientierungslauf in Schweden teil und gewann dabei die Titel im Einzellauf und mit der Staffel. 1992 gewann er in der Staffel des schwedischen Vereins IFK Södertälje die Tiomila. Die Weltcup-Saison 1996 beendete er auf dem vierten Platz und 1997 gewann er den Langdistanztitel bei den Nordischen Meisterschaften. 1997 und 1999 startete er bei den Weltmeisterschaften im Grimstad und in Inverness und kam bei allen drei Einzelstarts unter die ersten zehn. Mit der finnischen Staffel gewann er jeweils Silber, 1997 mit Timo Karppinen, Juha Peltola und Janne Salmi, 1999 mit Jani Lakanen, Peltola und Salmi. 2004 und 2005 gehörte er der bei der Jukola der siegreichen Staffel von Kalevan Rasti an.
Er ist mit der ehemaligen Orientierungsläuferin Kirsi Boström verheiratet. Der Orientierungsläufer und Leichtathlet Mårten Boström ist sein Bruder.

## Platzierungen
| Weltmeisterschaften | Sprint | Mittel | Lang | Staffel |
| ------------------- | ------ | ------ | ---- | ------- |
| 1997 Grimstad       |        | 6.     | 8.   | 2.      |
| 1999 Inverness      |        | 9.     |      | 2.      |

| Europameisterschaften | Sprint | Mittel | Lang | Staffel |
| --------------------- | ------ | ------ | ---- | ------- |
| 2000 Truskawez        |        | 10.    | 19.  |         |

| Gesamt-Weltcup | Gesamt-Weltcup |
| -------------- | -------------- |
| 1994           | 77.            |
| 1996           | 4.             |
| 1998           | 11.            |
| 2000           | 9.             |

| FM   | Sprint | Mittel | Lang | Ultra | Nacht | Staffel |
| ---- | ------ | ------ | ---- | ----- | ----- | ------- |
| 1991 |        |        |      |       |       | 3.      |
| 1992 |        |        |      |       | 1.    |         |
| 1993 |        | 2.     |      |       |       |         |
| 1994 |        |        |      |       |       |         |
| 1995 |        |        |      |       | 2.    |         |
| 1996 |        |        |      |       | 1.    |         |
| 1997 |        | 2.     | 3.   |       | 1.    |         |
| 1998 |        | 1.     |      |       |       | 1.      |
| 1999 |        |        |      |       | 2.    |         |
| 2000 |        |        |      |       |       | 2.      |
| 2001 |        |        |      |       | 3.    |         |